# Femés
Femés ist ein Bergdorf im Süden der zu Spanien gehörenden Kanareninsel Lanzarote.  Angesichts der reizvollen Lage mit einem weiten Ausblick auf die Rubicón-Ebene im Süden Lanzarotes bis hin zu den Nachbarinseln Lobos und Fuerteventura wird der Ort auch Balkon des Rubicón genannt. 

## Lage
Femés liegt am Südrand der Bergkette Los Ajaches sechs Kilometer südwestlich von Uga, vom Badeort Playa Blanca an der Südküste ist der Ort zehn Kilometer entfernt. Das Dorf gehört zur Gemeinde Yaiza und hat 219 Einwohner (2023).  

## Geschichte

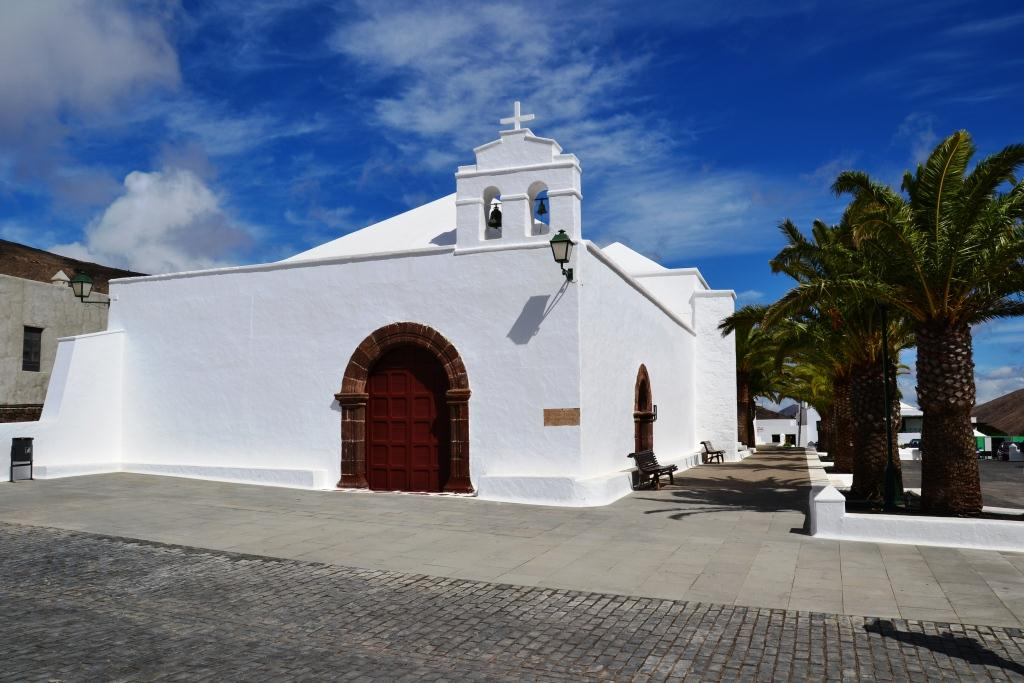
Iglesia de San Marcial de Rubicón

Das Dorf ging aus der Iglesia de San Marcial de Rubicón hervor. Diese Kirche hatte ihren Standort ursprünglich in der Rubicón-Ebene nahe der Küste. Im 15. Jahrhundert wurde sie zum Ziel von Piratenangriffen. Nach der Zerstörung baute man sie an höher gelegener Stelle auf etwa 350 Meter im Bergland Los Ajaches wieder auf. Nordwestlich von der Kirche erhebt sich der mit 608 Metern zweithöchste Berg Lanzarotes, der Atalaya de Femés.
Die Wallfahrtskirche schmücken zwei Eingangsportale aus rötlichem Vulkanstein. Lange Zeit vernachlässigt, wurde sie 1733 nach einem Besuch des Bischofs Don Pedro Manuel D'Avila y Cardenas, an den eine Steintafel am Südportal erinnert, neu geweiht. Während der Timanfaya-Vulkanausbrüche erwarb man für das Gotteshaus eine Statue des hl. Martial (San Marcial), des Schutzpatrons von Lanzarote.
Zu Ehren San Marcials wird jedes Jahr am 7. Juli in Femés ein Fest abgehalten. Es ist die größte, mehrere Tage dauernde religiöse Feier Lanzarotes mit Prozession, Budenzauber sowie Tanz und Musik auf dem Kirchplatz.

## Wirtschaft und Tourismus
Die Einwohner leben überwiegend von Ziegenzucht und der Herstellung von Ziegenkäse (Queso de Cabra.) Im Trockenfeldbau werden etwas Zwiebeln und Kartoffeln angebaut.
Nahe von dem Aussichtsbalkon vor der Kirche gibt es mehrere auf den Ausflugstourismus eingestellte Einkehrmöglichkeiten.   

## Wanderwege

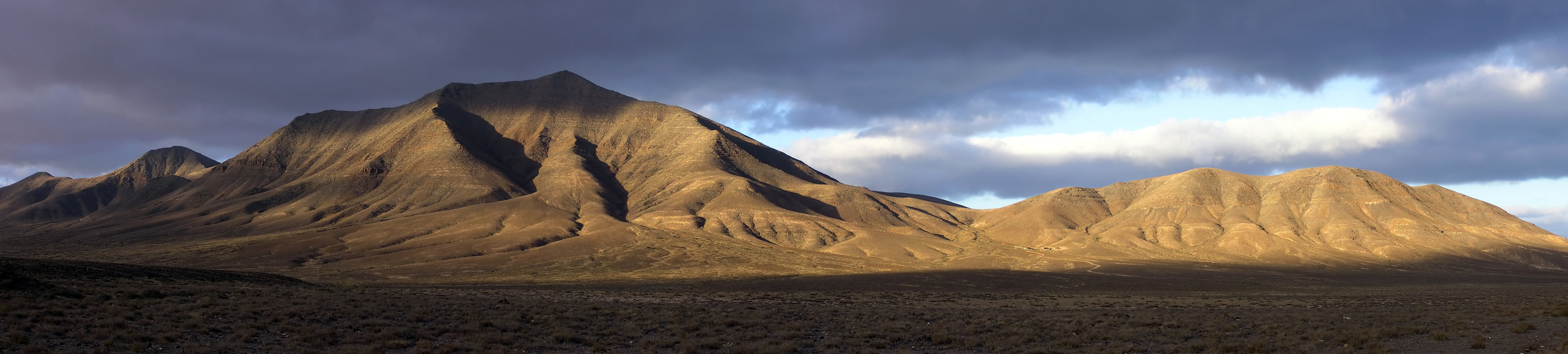
Der 562 Meter hohe Hacha Grande von der Rubicón-Ebene gesehen

Das Dorf ist Ausgangspunkt für Wanderungen durch die Berge Los Ajaches. Ausgewiesene Wege führen um den Pico Redondo, nach Loma Pico de Naos und durch den Barranco de la Higuera zur Playa del Pozo, von der über Playa Quemada nach Puerto del Carmen gewandert werden kann.

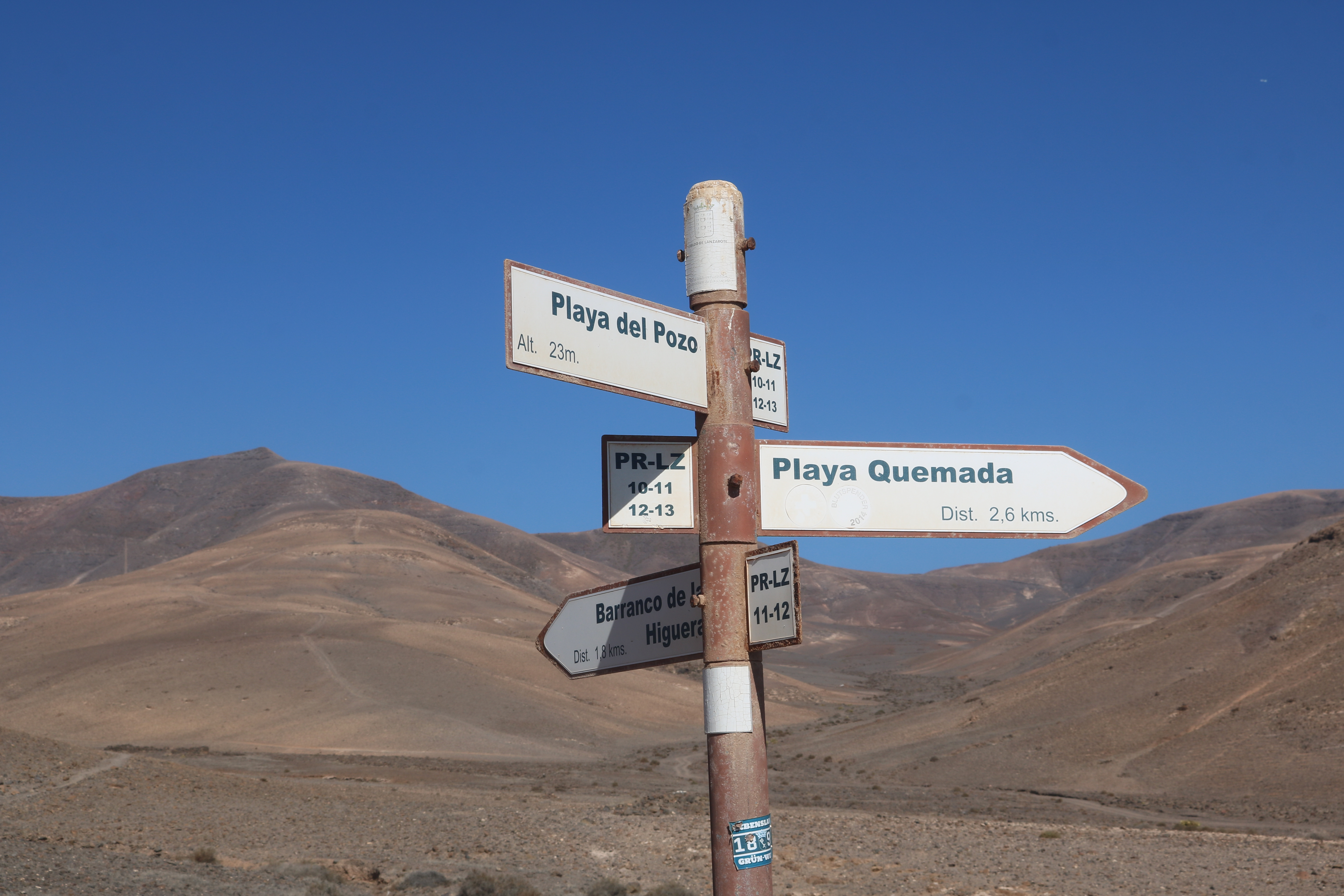
Wegweiser in den Ajaches-Bergen

Aussichtsreiche Gipfelziele sind Atalaya de Femés und Hacha Grande. Ab Femés ist für die Besteigung des Hacha Grande eine Gehzeit von drei Stunden (hin und zurück) zu veranschlagen. Von der Inselhauptstadt Arrecife verkehrt unter der Woche mehrmals täglich eine Buslinie nach Femés.

## Femés in Literatur und Film
- Femés ist bekannt als der Ort, in dem der  Roman Mararía (1973) des Schriftstellers Rafael Arozarena entwickelt wird. Die im Spanischen Bürgerkrieg spielende  Geschichte wurde 1998 mit der in Arrecife geborenen Hauptdarstellerin Goya Toledo verfilmt.

- In Juli Zehs Roman Neujahr (2018) unternimmt der Protagonist Henning, Lektor eines Sachbuchverlages, eine Radtour nach Femés.[4]

## Zitat
„Femés ist ein Dorf des Orients, mit Winden aus Afrika auf die Insel gelangt, mit dem Sand der Sahara, Korn für Korn, nach und nach; es wurde befördert, niedergesetzt und wieder aufgebaut. Es kann natürlich auch eine Fata Morgana sein.“